# Gorgyrella hirschhorni
Gorgyrella hirschhorni is een spinnensoort in de taxonomische indeling van de valdeurspinnen (Idiopidae).
Het dier behoort tot het geslacht Gorgyrella. De wetenschappelijke naam van de soort werd voor het eerst geldig gepubliceerd in 1919 door J. Hewitt.